# Ispaster
Ispaster város Spanyolországban,  Bizkaia tartományban. Ispaster Ea, Ereño, Nabarniz, Gizaburuaga, Amoroto, Mendexa és Lekeitio községekkel határos. Lakosainak száma 712 fő (2024).

## Népesség
A település népessége az utóbbi években az alábbiak szerint változott:
| Lakosok száma | 606  | 615  | 629  | 662  | 704  | 708  | 706  | 735  | 731  | 712  |
|               | 2001 | 2004 | 2007 | 2009 | 2012 | 2014 | 2017 | 2019 | 2022 | 2024 |